# نيكولاي بافلوف (لاعب كرة قدم)
نيكولاي بافلوف (بالبلغارية: Николай Павлов)‏ (12 نوفمبر 1987 ببلوفديف في بلغاريا - ) هو لاعب كرة قدم بلغاري في مركز الوسط. لعب مع سبارتاك بلوفديف ونادي بوتيف بلوفديف ونادي لوكوموتيف صوفيا وFC Eurocollege Plovdiv ‏ وPSFC Chernomorets Burgas ‏ وFC Lyubimets ‏ وFC Rakovski ‏ وPFC Brestnik 1948 ‏.

## وصلات خارجية
- نيكولاي بافلوف على موقع قاعدة بيانات كرة القدم.إي يو (الإنجليزية)
- نيكولاي بافلوف على موقع Soccerway.com (الإنجليزية)
- نيكولاي بافلوف على موقع عالم كرة القدم.نت (الإنجليزية)